# 格倫代爾 (印地安納州)
格倫代爾（英語：Glendale）是位於美國印地安納州戴維斯縣的一個非建制地區。該地的面積和人口皆未知。

## 地理
格倫代爾的座標為38°34′05″N 87°04′38″W / 38.56806°N 87.07722°W，而該地的平均海拔高度為162米（即531英尺）。